# Metromenus pavidus
Metromenus pavidus är en skalbaggsart som beskrevs av Sharp 1903. Metromenus pavidus ingår i släktet Metromenus och familjen jordlöpare. Inga underarter finns listade i Catalogue of Life.